# Щербухи
Щербу́хи — село в Україні, в Омельницькій сільській громаді Кременчуцького району Полтавської області. Населення становить 5 осіб.

## Географія
Село Щербухи знаходиться на відстані 0,5 км від села Ковалі.